# Jacques Lecaillon
Pour les articles homonymes, voir Lecaillon.
Jacques Lecaillon, né le 18 octobre 1925 à Balan (Ardennes) et mort le 29 novembre 2014 dans le 15e arrondissement de Paris, est un économiste français.

## Biographie

### Famille
Jacques Lecaillon est né le 18 octobre 1925 à Balan, du mariage de Jean Lecaillon, maître-imprimeur et d'Odette Defaux.
Le 28 avril 1949, il épouse Marie-Edmée Barrat. De cette union, naissent quatre enfants dont Jean-Didier Lécaillon.

### Formation
Après des études aux lycées de Sedan, Laval et Pau, il suit les cours des facultés de droit et de lettres de Nancy et de Paris. Licencié ès lettres, il est également agrégé de sciences économiques.

### Carrière professionnelle
Professeur agrégé, élève de l'académicien Jean Marchal, il commence sa carrière à Dakar (1952-1954) puis à Lille (1954-1964) et à la rentrée universitaire 1964, il est nommé à la faculté des lettres de Paris. Il termine sa carrière à l'université Paris I Panthéon Sorbonne.

## Ouvrages
Jacques Lecaillon est l'auteur de nombreux ouvrages d'analyse économique et de rapports destinés aux organisations internationales (BIT, OCDE...) et concernant plus particulièrement la répartition des revenus. Il a collaboré à diverses publications d'inspiration chrétienne (La Croix, France catholique...).
- Problèmes économiques et sociaux contemporains, (et al.), Éditions Cujas, Paris, 1999, 602 p.
- Analyse micro-économique, nouv. éd. rev. et augm. (avec C. Pondaven) Éditions Cujas, Paris, 1998
- Économie et politique, Éditions Cujas, Paris, 1998, 294 p.
- Analyse macro-économique, 3e édition (avec Jean-Dominique Lafay), Éditions Cujas, Paris, 1993
- L'économie mixte, 1re éd. (avec Jean-Dominique Lafay), Presses universitaires de France, 1992.
- Les politiques des revenus, (avec Christian Morrisson), Presses universitaires de France, coll. « Que sais-je ? », Paris, 1991, 127 p.
- Répartition des revenus, Éditions Cujas, Paris, 1990, 92 p.
- Statistique descriptive, (avec Christian Labrousse), Éditions Cujas, Paris, 1988, 338 p.
- Monnaie et crédit. Tome 1, Le système monétaire international, 1re édition (avec Jean Marchal), Éditions Cujas, Paris, 1984, 204 p.
- Les mécanismes de l'économie, Éditions Cujas, Paris, 1985, 256 p.
- Cours de microéconomie, Éditions Cujas, Paris, 1980, 348 p.
- La crise et l'alternance, Éditions Cujas, Paris, 1980, 146 p.
- Nouveaux mécanismes de l'économie, Éditions Cujas, Paris, 1979, 152 p.
- Les flux monétaires, Éditions Cujas, Paris, 1979, 410 p.
- La société de conflits, Centurion, coll. « Faire notre histoire », 1979, 28 p.
- Éléments de théorie économique, Éditions Cujas, Paris, 1978, 348 p
- Le chômage, Le Centurion, 1975
- Économie politique générale présentation non mathématique, Éditions Cujas, Paris, 1975, 203 p.
- Économie politique générale, Éditions Cujas, Paris, 1975, 208 p.
- Théorie du salaire, Éditions Cujas, Paris, 1974, 228 p.
- Les salaires, Éditions Cujas, Paris, 1973, 204 p.
- La croissance économique, Éditions Cujas, Paris, 1972, 234 p.
- L'analyse monétaire (avec Jean Marchal), Éditions Cujas, Paris, 1971, 560 p.
- L'inégalité des revenus, Éditions Cujas, Paris, 1970, 208 p.